# Åskärsviken
Åskärsviken är en sjö i Hudiksvalls kommun i Hälsingland och ingår i Nianån-Norralaåns kustområde. Sjön har en area på 0,11 kvadratkilometer och ligger 0,1 meter över havet. Åskärsviken ligger i Långvind Natura 2000-område.

## Delavrinningsområde
Åskärsviken ingår i det delavrinningsområde (681476-157391) som SMHI kallar för Utloppet av Åskärsviken. Medelhöjden är 3 meter över havet och ytan är 0,39 kvadratkilometer. Det finns inga avrinningsområden uppströms utan avrinningsområdet är högsta punkten. Avrinningsområdets utflöde mynnar i havet. Avrinningsområdet består mestadels av skog (70 procent). Avrinningsområdet har 0,12 kvadratkilometer vattenytor vilket ger det en sjöprocent på 30,3 procent.